# Arquidiócesis de Los Ángeles
La arquidiócesis de Los Ángeles (en latín: Archidioecesis Angelorum in California y en inglés: Roman Catholic Archdiocese of Los Angeles) es una circunscripción eclesiástica de la Iglesia católica en Estados Unidos. Se trata de una arquidiócesis latina, sede metropolitana de la provincia eclesiástica de Los Ángeles. Desde el 1 de marzo de 2011 su arzobispo es José Horacio Gómez. 

## Territorio y organización
La arquidiócesis tiene 22 367 km² y extiende su jurisdicción sobre los fieles católicos de rito latino residentes en 3 condados del estado de California: Los Ángeles, Santa Bárbara y Ventura.
La sede de la arquidiócesis se encuentra en la ciudad de Los Ángeles, en donde se halla la Catedral de Nuestra Señora de los Ángeles.
En 2021 en la arquidiócesis existían 288 parroquias agrupadas en 5 regiones pastorales.
La arquidiócesis tiene como sufragáneas a las diócesis de: Fresno, Monterey en California, Orange, San Bernardino y San Diego.

### Regiones pastorales
En 1986 Roger Mahony designó cinco regiones pastorales administrativas por geografía, cada una dirigida por un obispo auxiliar con funciones equivalentes a las de un vicario episcopal. Las cinco regiones son:
- Nuestra Señora de los Ángeles, que abarca el centro financiero y Los Ángeles central al oeste de Malibu y al sur del Aeropuerto Internacional de Los Ángeles. En dicha región se encuentran la catedral, 78 parroquias, 10 colegios católicos de secundaria, 5 hospitales católicos, 1 cementerio, 3 misiones parroquiales y 1 seminario. El vicario episcopal es el obispo Edward William Clark.[cita requerida]
- San Fernando, que engloba los valles de San Fernando, Santa Clarita, Antelope y el noreste de Los Ángeles. La región posee 54 parroquias, 12 escuelas católicas de secundaria, 2 hospitales católicos, 2 cementerios, 7 misiones parroquiales, 1 capilla para militares en servicio activo y 1 misión española. Gómez nombró a Alejandro D. Aclan como vicario episcopal en 2019.[1]
- San Gabriel, formada por Los Ángeles este a través del valle de San Gabriel y el valle de Pomona. La región posee 66 parroquias, 13 escuelas católicas de secundaria, 3 hospitales católicos, 4 cementerios, 2 misiones parroquiales y 1 misión española. Gómez nombró a David G. O'Connell vicario episcopal de la región en 2015.[1]
- San Pedro, que abarca Long Beach y el sur del condado de Los Ángeles. La región consta de 67 parroquias, 9 escuelas católicas de secundaria, 6 hospitales católicos, 1 cementerio, 1 capilla para personal militar en activo y 1 misión parroquial. Gómez nombró a Marc V. Trudeau vicario episcopal para la región en 2018.
- Santa Bárbara, formada por los condados de Santa Barbara and Ventura. Consta de 37 parroquias, 6 escuelas católicas de secundaria, 3 hospitales católicos, 4 cementerios, 3 capillas para militares en servicio activo, 6 misiones parroquiales y 4 misiones españolas. Gómez nombró a Robert Barron vicario episcopal para la región en 2015.[2]

## Historia
Mediante la bula Apostolicam sollicitudinem de 27 de abril de 1840, Gregorio XVI estableció una nueva sede episcopal a la que dio el nombre de diócesis de California (también llamada "diócesis de las dos Californias" o "diócesis de ambas Californias"). Se le asignó un extenso territorio tomado del de la diócesis de Sonora (hoy arquidiócesis de Hermosillo en México). Entonces englobaba Alta California, que incluía los estados actuales de California, Nevada, Arizona, Utah, el oeste de Colorado y el suroeste de Wyoming, y el Territorio de Baja California, que comprendía los estados mexicanos modernos de Baja California y Baja California Sur. La residencia episcopal se fijó en San Diego y la diócesis se convirtió en sufragánea de la arquidiócesis de México. Francisco Garcia Diego y Moreno fue el primer obispo de la recién creada diócesis, con la Misión de Santa Bárbara como su procatedral.
Tras la cesión de Alta California a los Estados Unidos al término de la invasión estadounidense, el gobierno de México se opuso a que un obispo residente en los Estados Unidos tuviera jurisdicción sobre las parroquias de la Baja California mexicana. La Santa Sede dividió la diócesis en una sección estadounidense y otra mexicana. El 20 de noviembre de 1849, al trasladarse la residencia episcopal a Monterrey dada su posición geográfica más al centro de la diócesis, la sección estadounidense fue renombrada como diócesis de Monterrey. La Capilla Real Presidio de la ciudad se empleó como procatedral.
En 1853 el papa Pío IX erigió la arquidiócesis de San Francisco, sustrayendo a la diócesis de Monterrey el territorio que hoy constituyen Nevada, Utah y buena parte del norte de California y convirtiendo a la nueva diócesis en sufragánea de la primera.
El 7 de julio de 1859 la diócesis de Monterey asumió el nombre de diócesis de Monterey-Los Ángeles y el 1 de junio de 1922, tras un gran aumento de población, fue dividida en virtud de la bula Romani Pontifices del papa Pío XI, dando lugar a las diócesis de Monterey-Fresno (hoy diócesis de Monterey) y Los Ángeles-San Diego. El obispo se mudó a Los Ángeles y la Misión de Santa Bárbara fue reemplazada como procatedral al inaugurarse la Catedral de Santa Vibiana en 1876.
El 1 de junio de 1922 el papa Pío XI renombró nuevamente la diócesis a diócesis de Los Ángeles-San Diego, y al mismo tiempo erigió una nueva denominada diócesis de Monterrey-Fresno, que comprendía la parte norte de su territorio tras la creación de la arquidiócesis de San Francisco. Con ello, se cambiaba el título del obispo John Joseph Cantwell de obispo de Monterrey-Los Ángeles a obispo de Los Ángeles-San Diego, que entonces abarcaba los condados de Imperial, Los Ángeles, Orange, Riverside, San Bernardino, San Diego, Santa Barbara y Ventura.
El continuo aumento demográfico provocó pronto una nueva división también de esta última diócesis: el 11 de julio de 1936 con la bula Ad spirituale christianae del papa Pío XI, se erigió la diócesis de San Diego y la actual sede de Los Ángeles en virtud de la bula Nimis amplas ecclesiasticas del mismo día fue elevada al rango de arquidiócesis metropolitana. John Joseph Cantwell se convirtió en el primer arzobispo de Los Ángeles.
El 24 de marzo de 1976 cedió una parte de su territorio para la erección de la diócesis de Orange en California mediante la bula Supernae animarum del papa Pablo VI.
El 17 de mayo de 2006, la Congregación para el Culto Divino y la Disciplina de los Sacramentos confirmó a Nuestra Señora de los Ángeles como patrona principal de la arquidiócesis.

### Compensaciones por abusos sexuales del clero
El 16 de julio de 2007 el cardenal Roger Mahony y la arquidiócesis alcanzaron un acuerdo récord con 508 presuntas víctimas de abusos sexuales por parte de sacerdotes. El acuerdo alcanzó un montante de 660 millones de dólares, con una media de 1.3 millones para cada querellante. Mahony describió los abusos como un "pecado y crimen terrible", poco antes del inicio de una serie de procesos judiciales por denuncias de abusos sexuales cometidos desde los años 40. El acuerdo ponía fin a todas las demandas civiles pendientes contra la arquidiócesis y superaba con mucho los 157 millones de dólares desembolsados por la arquidiócesis de Boston, toda vez que la legislación de Massachusetts fijaba unos límites acerca de cuánto dinero se le puede reclamar judicialmente a una organización sin ánimo de lucro.
En 2014 la diócesis aceptó pagar 13 millones de dólares para resolver un conjunto de 17 demandas por abuso sexual, incluidas once que involucraban a "un sacerdote invitado de México que escapó de la justicia y permanecía fugitivo más de 25 años después". El acuerdo se alcanzó tras presentarse una orden judicial que obligaba a la arquidiócesis a hacer públicos los archivos que mostrarían la protección dada a los sacerdotes denunciados, por ejemplo, ordenando a los funcionarios eclesiásticos que no entregasen una lista de monaguillos a los investigadores policiales.
De mayo a diciembre de 2019, la arquidiócesis de Los Ángeles facilitó numerosa documentación al abogado del estado de California Xavier Becerra en previsión de toda una serie de demandas que se espera que se interpongan tras la aprobación de una nueva ley del estado que permitirá suspender temporalmente la prescripción sobre dichos delitos. El nuevo decreto entró en vigor el 1 de enero de 2020. La Arquidiócesis de Los Ángeles es una de las seis diócesis católicas de California que serían presumiblemente citadas con motivo de estos procedimientos judiciales por llegar. En enero de 2020 se dio a conocer que el arzobispado zanjó un caso de presuntos abusos sexuales contra un antiguo sacerdote de la arquidiócesis con una compensación de 1,9 millones de dólares a la víctima.

## Estadísticas
Según el Anuario Pontificio 2022 la arquidiócesis tenía a fines de 2021 un total de 4 024 346 fieles bautizados.
| Año                                                                             | Población            | Población  | Población      | Sacerdotes | Sacerdotes    | Sacerdotes    | Bautizados por sacerdote | Diáconos permanentes | Religiosos | Religiosos | Parroquias |
| Año                                                                             | Bautizados católicos | Total      | % de católicos | Total      | Clero secular | Clero regular | Bautizados por sacerdote | Diáconos permanentes | Varones    | Mujeres    | Parroquias |
| ------------------------------------------------------------------------------- | -------------------- | ---------- | -------------- | ---------- | ------------- | ------------- | ------------------------ | -------------------- | ---------- | ---------- | ---------- |
| 1950                                                                            | 832 375              | 4 541 400  | 18.3           | 799        | 499           | 300           | 1041                     |                      | 400        | 2175       | 234        |
| 1966                                                                            | 1 621 101            | 8 716 672  | 18.6           | 1393       | 689           | 704           | 1163                     |                      | 1053       | 4495       | 310        |
| 1970                                                                            | ?                    | 9 247 261  | ?              | 1483       | 749           | 734           | ?                        |                      | 1043       | 3517       | 318        |
| 1976                                                                            | 2 208 989            | 9 424 906  | 23.4           | 1579       | 844           | 735           | 1398                     | 26                   | 1036       | 1910       | 319        |
| 1980                                                                            | 2 069 682            | 7 908 300  | 26.2           | 1303       | 641           | 662           | 1588                     | 91                   | 1005       | 2545       | 278        |
| 1990                                                                            | 3 405 180            | 9 656 205  | 35.3           | 1322       | 664           | 658           | 2575                     | 115                  | 894        | 2322       | 282        |
| 1999                                                                            | 4 080 793            | 10 652 600 | 38.3           | 1198       | 604           | 594           | 3406                     | 161                  | 177        | 1926       | 287        |
| 2000                                                                            | 4 121 601            | 10 449 129 | 39.4           | 1270       | 642           | 628           | 3245                     | 179                  | 855        | 1898       | 285        |
| 2001                                                                            | 4 148 720            | 11 055 000 | 37.5           | 1357       | 731           | 626           | 3057                     | 188                  | 886        | 1857       | 310        |
| 2002                                                                            | 4 197 635            | 10 985 200 | 38.2           | 1251       | 645           | 606           | 3355                     | 203                  | 824        | 1797       | 287        |
| 2003                                                                            | 4 206 875            | 11 012 763 | 38.2           | 1200       | 616           | 584           | 3505                     | 219                  | 774        | 1751       | 287        |
| 2004                                                                            | 4 174 304            | 11 096 200 | 37.6           | 1198       | 587           | 611           | 3484                     | 232                  | 805        | 1767       | 287        |
| 2009                                                                            | 4 603 000            | 11 606 889 | 39.7           | 1144       | 590           | 554           | 4023                     | 306                  | 665        | 1924       | 287        |
| 2013                                                                            | 4 263 990            | 11 816 567 | 36.1           | 1099       | 566           | 533           | 3879                     | 386                  | 624        | 1626       | 287        |
| 2016                                                                            | 4 392 000            | 11 599 000 | 37.9           | 1117       | 577           | 540           | 3931                     | 419                  | 626        | 1586       | 287        |
| 2019                                                                            | 4 044 742            | 11 465 880 | 35.3           | 1083       | 565           | 518           | 3734                     | 415                  | 655        | 1521       | 288        |
| 2021                                                                            | 4 024 346            | 11 331 612 | 35.5           | 1027       | 549           | 478           | 3919                     | 411                  | 588        | 926        | 288        |
| Fuente: Catholic-Hierarchy, que a su vez toma los datos del Anuario Pontificio. |                      |            |                |            |               |               |                          |                      |            |            |            |

## Episcopologio

### Ordinarios

#### Obispos de las Dos Californias
1. Francisco García Diego y Moreno, O.F.M. (1840-1846)

#### Obispos de Monterrey
1. Joseph Alemany, O.P., (1850-1853)

#### Obispos de Monterrey-Los Ángeles
1. Thaddeus Amat y Brusi, C.M. (1853-1878)
2. Francisco Mora y Borrell (1878-1896)
3. George Thomas Montgomery (1896-1902)
4. Thomas James Conaty (1903-1915)
5. John Joseph Cantwell (1917-1922)

#### Obispos de Los Ángeles-San Diego
1. John Joseph Cantwell (1922-1936)

#### Arzobispos de Los Ángeles
- John Joseph Cantwell † (1 de junio de 1922-30 de octubre de 1947 falleció)
- James Francis Louis McIntyre † (7 de febrero de 1948-21 de enero de 1970 retirado)
- Timothy Finbar Manning † (21 de enero de 1970 por sucesión-4 de junio de 1985 retirado)
- Roger Michael Mahony (12 de julio de 1985-1 de marzo de 2011 retirado)
- José Horacio Gómez, por sucesión el 1 de marzo de 2011

### Obispos auxiliares de Los Ángeles
- Vacante – Región Pastoral de Nuestra Señora de los Ángeles
- Vacante – Región Pastoral San Gabriel
- Vacant – Región Pastoral Santa Bárbara
- Marc Vincent Trudeau (2018–presente) – Región Pastoral San Pedro
- Alejandro D. Aclan (2019–presente) – Región Pastoral San Fernando
- Albert Bahhuth (Electo en el 2023)
- Matthew Elshoff (Electo en el 2023)
- Brian Nunes (Electo en el 2023)
- Slawomir Szkredka (Electo en el 2023)